# Coccodiella nuda
Coccodiella nuda är en svampart som först beskrevs av Frank Lincoln Stevens, och fick sitt nu gällande namn av I. Hino & Katum. 1968. Coccodiella nuda ingår i släktet Coccodiella och familjen Phyllachoraceae.   Inga underarter finns listade i Catalogue of Life.